# 虚之少女
《虚之少女》是2013年由Innocent Grey发售的十八禁文字冒险游戏。壳之少女系列的第二作。内容上，和同社发售的处女作《恋狱月狂病》也有所联系。因为游戏日语名称的读法和第一作相同，日语为表区分通常称作“壳2”或“虚”。
2015年10月30日，由MangaGamer公司发售英語版“Kara no Shojo - The Second Episode”；2020年8月28日发售重制版《虚ノ少女 NEW CAST REMASTER EDITION》，更改了两位男主角的声优。2020年12月25日发售了系列的第三部《天之少女》。
游戏内容由昭和32年12月至翌年2月期间为舞台的“现代篇”，以及穿插在“现代篇”中的以昭和10年中期至第二次世界大战结束期间为舞台的“过去篇”构成。

## 故事
富山的一处深山中有一个崇拜“雏偶神”的村落。这里远离着当时不安定的社会情势，当地的名门雏神家的后嗣理人和他的伙伴们过着平静的生活。
每隔十几年才會出现一次的“雏偶神”的使者“天子”在某年冬天出现，村落举行人偶神的祭典活动。理人和作为客人来到亲戚祠草家的少女砂月相遇，并成为恋人。但在和伙伴们度过祭典后的第二天早上，村落里的川濑幸子被发现死于自己家中，尸体腹部被放入土人偶。村民说这是“雏偶神作祟”。在村民不愿配合，警察搜查工作难以进行的情况下，又再次发现被切断四肢的砂月的尸体。不久，因为太平洋战争的爆发，搜查工作被迫中止，两起杀人事件的真相无从知晓。
时间流逝，昭和32年12月，时坂玲人正在追查两年前被诱拐的朽木冬子的下落時，接到来自警方的委托，调查两起腹部被放入土人偶的杀人事件，在調查過程中将真崎智之作为助手雇佣。在玲人和智之的调查中逐渐深入事件的真相。

## 游戏设定

#### 人偶村落
位于富山县西砺波郡某村落的人口只有数百人的小山村。村落里崇拜着被叫作“人偶神”的神明。曾被单独称为“人偶村”，现已成为附近村落的一部分。从一応麓镇到村落通有巴士，但在冬季由于积雪也有无法开入村落的情况。曾作为主产业的养蚕业已完全荒废，完全依赖于雏神家的雏神制药带来的财富。原是江户时代初期前田氏的家臣祠草家公主和其兄长雏神因拒绝改宗而被流放至此建立的村落。

##### 雏神家
是和祠草家共同支配人偶村落的世家。即使是战后仍被村民们看作是领主敬畏着。家族经营着雏神制药公司。有着代代近亲结婚的传统，把长女秘密送入祠草家作为天子培养，再作为雏神家继承人之妻迎娶。是人偶神作祟杀人的主犯。

##### 祠草家
是和雏神家共同支配人偶村落的世家，主掌祭祀。代代担任祠草神社的神官。神社的规模比村落要宏伟得多，但因为坐落在山上，从村落到神社有很长一段石阶，所以平常很少有人前往。神社每年3月3日会举办祭典，但只有在天子来临期间的祭典才被看作是正式的祭典。

##### 人偶神
在人偶村落受崇拜的神。被认为是雏神家和祠草家两家的守护神中产生的神。真身是用村落墓地的土制成的胎儿样的人偶，祭祀在雏神家的神龛中。据传闻，“如果正确地祭祀就能实现愿望，错误地祭祀就会被作祟”。村落在很久以前起就以人偶神作祟为伪装来除掉对雏神家不利的村民。

##### 天子
被认为是人偶神的使者，被授予神启的少女。实际上是雏神家把长女秘密地送到祠草家作为天子培养，在担任数年天子后成为雏神家继承人的妻子。在公开其存在时是作为从远方来到村落的客人被介绍的，为了伪装成祠草家的亲戚通常都是使用祠草家的姓。是在人偶神作祟中亲自动手杀人的人，在历代天子中也有因无法忍受杀人而精神患病的人。

##### 天惠会
是继承了千里教教义的宗教团体。目的是为救济千里教解散后失去依靠的信徒。作为代表的织部时国自身是正经的宗教人士，并将雪子作为“天宣御子”作为教团的精神支柱。但其干部和其手下在教团的掩护下干着不正当的勾当。

##### 白百合之园
天惠会运营的孤儿院，雪子、雪绪、小羽、未散曾有一段时间共同在这里生活。昭和27年发生了孤儿集体自杀事件，责任人春原若叶自杀，孤儿院被关闭。实际上是和雏神制药合作使用孤儿来测试违法药物以及培养教团象征的“天启御子”和其信徒的设施。根据八木沼的调查，集体自杀可能是为了掩盖人体实验而进行的大量杀人。

## 主要人物

#### 时坂侦探事务所

##### 時坂 玲人
本作的主人公之一。在新宿开设事务所的私立侦探，紫的兄长。生于大正15年。一直在追查二年前被诱拐而失踪的朽木冬子的下落，同时也接受找人和来自警方的委托。雇佣了妹妹救下的智之作为助手。

##### 真崎 智之
声 - 河村眞人（REMASTER版）
本作的主人公之一。生于大正15年。在东京画廊工作。在朽木医院接受过西藤环一段时间的精神治疗。在西藤环被逮捕后也继续在朽木医院接受治疗。因为发生了负责真崎的护士被杀害的事件，作为最后和她见过面的人而被推断为嫌犯被逮捕。之后虽然因为玲人的调查得以释放，但在拘留期间被解雇了工作，对人生产生了厌烦，整理了身边的事物后在井之头公园割腕自杀，被偶然经过的紫发现后送往医院，玲人为其输血而捡回了一命。因为没有工作和住所，被玲人作为助手雇佣，成为时坂侦探事务所的一员。性格稳重，不但对同年龄的玲人对比自己年纪小的紫也用敬语。头脑并不坏但是有犯傻的一面。在战地驾驶过军用军辆，但没有普通汽车的驾照。
本名是雏神理人，战争结束后回到人偶村落时杀害了伯母小夜而逃亡到东京，用战地病死的战友真崎智之的名字伪造了户籍，过着隐性埋名的生活。因为被杀人的罪恶感折磨去朽木医院接受了精神治疗。

#### 樱羽女学院学生

##### 時坂 紫
声 - 川岛梨乃
玲人的妹妹，樱羽女学院高中一年生。美术部成员。偶然发现了倒在井之头公园的智之将其救起。和同班的小羽、雪子和后辈步关系很好，有时会邀请其住在自家过夜。对虫子的喜爱有增无减，甚至连自己的便当都是用虫子当材料做的。因为被雪子羡慕而差点被杀，在雪子因自责而企图自杀时挺身而出阻止了她。

##### 朽木 冬子
声 - あじ秋刀鱼
六识命的妹妹・美吵的女儿，千鹤的养女。两年前和玲人在交往，但在回家途中遭遇了交通事故，在住院期间又遭到间宫心尔的诱拐而下落不明。 在遇到交通事故时已怀有玲人的孩子，在被诱拐后得到尚织的保护，匿藏在甲府山中雏神制药所有的山庄，一直处于意识不明的状态。虽然靠着尚识高超的医术维持着生命但是在昭和31年11月6日心跳停止，在进行紧急的剖宫产后，女儿得以幸存但冬子已死亡。遗体被埋在山庄后面，死亡约一年后被玲人找到。出生的女儿由尚识和菜菜子作为养女收养，白天寄放在冬见的若叶园，但在菜菜子被逮捕前被尚织带走去向不明。

##### 茅原 雪子
声 - 歩サラ
紫的朋友，冬见的养女。樱羽女学院高中一年生。在本编的大约一个月前转校进入樱羽女学院，因为畏缩和怕生的性格没有融入班级，后来由紫主动接近和紫和小羽成为好友。被紫邀请加入美术部后开始对绘画产生兴趣。原是孤儿，和小羽一起在孤儿院生活，在孤儿院关闭后被冬见领养。几乎失去了幼年时的所有记忆，常常为梦到像是失去的记忆而烦恼。在之前的学校和雪子在一起的朋友被列车轧死，有传闻称是雪子杀的，因而被迫转校。
是祠草美智男和织部静生的女儿。血缘上是养育自己长大的冬见的从妹，因为流有祠草家的血而被作为将来教团的象征“天启御子”的候选在白百合之园被养育。患有精神障碍，经常杀害抱有好感的憧憬对象，然后模仿成对象的人格。因为会失去杀人时的记忆，并不知道自己杀了人。在作为“天启御子”进入天惠会后对代表织部的高贵信念产生憧憬而杀害了他，并开始模仿他的人格。之后又对紫产生了憧憬想要杀死她，最后在通过和未散的对话中找回了自我和所有记忆，因为自责而企图自杀，被紫阻止。后被警方逮捕。

#### 村落相关人物

##### 祠草砂月
昭和10年中期为成为下一代天子而从东京来到人偶村落的少女。滞留在亲戚祀草家的神社中，由长年以来担任天子代理的小夜教导。十分温顺且不谙世事，和偶然相遇的理人和他的朋友变得亲密，之后和理人成为恋人，但在迎接天子祭典后不久的某天早上，发现其被切断四肢的遗体被悬挂在通往祀草神社道路的鸟居上。自称是住在东京四谷区，双亲是祀草光男和祀草良子，但在警方调查后发生住所和双亲都并不存在。真实身份是为了隐藏天子有影武者存在的事实而制造的虚像，由皋月和理子这两个声音和外貌都毫无二致的少女交替演出同一人。

##### 皋月
已故。是秋弦和理花所生的女儿。理人的未婚妻。血缘上是理人同母异父的姐姐。和相当于自己叔母的影武者理子外表一模一样。作为将来的天子而隐匿其存在，由祀草家养育。和一起长大的理子关系亲密，但在知道理子欺骗自己和理人相爱后因嫉妒而发狂，想杀死理子使她与理人的关系成为自己的东西，结果遭到抵抗反而被杀死。之后小夜将其遗体的四肢切断后悬吊在祀草神社道路的鸟居上。

##### 理子
是秀臣和小夜所生的女儿，天子皋月的影武者。比皋月晚出生几天。血缘上是秋弦同父异母的妹妹，理人和花恋的叔母。和相当于是自己侄女的皋月外表如出一辙。只是为了代替皋月实行杀人而被生下和教育，虽然对皋月的人生感到羡慕但一直贯彻着自己作为影子的觉悟，直到遇到理人后希望能留下自己存在过的证据而欺骗了皋月和理人相爱。被皋月发现后想要杀死理子但反被杀死。贤静同情理子让其逃往了东京。

##### 茅原 冬见
雪子的养母。在天惠会运营的托儿所“若叶园”工作，但不是信徒。性格十分开朗又有点露骨。是“月世界”的常客之一，和杏子是亲密朋友。
真实身份是祠草理子，血缘上相当于雪子的从姐。从人偶村落出逃来到东京后，在当时的妇产科医生六识命的帮助下得到了户籍。给自己和理人的女儿取名叫皋月，由于精神状态不安定，差点杀死刚出生的皋月，于是觉得放在自己身边太危险而寄放在了孤儿院。但是因为孤儿院的关闭而失去了女儿的消息。因为接受了六识命的人格矫正治疗后变成了开朗的性格以至于智之一直没有发觉她就是砂月。在精神状态安定后一直对当时抛弃了孩子抱有罪恶感，于是从天惠会领养了雪子。对雪子倾注了很多爱情，在她被作为“天启御子”带回天惠会后变得十分消沉。作为养育雪子的报酬从天惠会得到了巨额现金，但冬见认为自己不是想要钱才收养了雪子所以想要把钱还回去。最后采纳了八木沼的建议，买下了若叶园，并帮助朋友杏子还清了债务。在玲人的调查过程中，找到了亲生女儿皋月，和皋月达成和解。

#### 朽木医院相关
白崎 未散
入住朽木医院精神科的少女。和紫、雪子的年纪相当。左眼是义眼，有自伤行为。交流能力低下平常说话只会用简短的单词，一直拿着被叫作“卡罗尔”的兔子布偶。患有多重人格，在用布偶转换人格后能流畅地说话。是白百合之园的孤儿，被天惠会的信徒白崎家收养。但是由于精神状态恶化马上就被送入了朽木医院。
是理人和理子的女儿，本名是皋月。出生后不久被精神不安的母亲理子差点掐死，所以被寄放在了白百合之园，这个经历也是她精神问题的根源。在白百合之园和雪绪、雪子和小羽关系很好，但有一天目睹了雪子杀死雪绪时的样子，因为太过于害怕而弄瞎了自己的左眼，创造了另一个卡罗尔的人格把这些记忆分离了出去。曾接受过六识命的精神治疗，在那时就知道了有关母亲的详情，所以马上就注意到了冬见是自己的生母。最后对冬见的芥蒂已经消除。

## 开发与发行
本作进行了演出声优的试音选拔，最后选出由步Sarah（歩サラ）出演女主角茅原雪子。另外也进行了主唱的选拔，最后由铃汤演唱3首主题曲中的其中1首。在发售期间还开展了小型演唱会、交流会、原画展等活动。
游戏的体验版中包含本篇中没有的剧情，描写从壳之少女结尾至进入本篇之前的一些内容。

## 音乐

### 主题曲
片头曲
作曲：MANYO，作詞：六浦館，演唱：霜月遙
片尾曲
作曲：MANYO，作詞：六浦館，演唱：霜月遙
插入曲
作曲：MANYO，作詞：六浦館，演唱：鈴湯

### 音乐CD
-  GUN-0025/27

## 脚注與參考
1. ↑  .   [2015-03-02]. （原始内容存档于2017-09-08） （日语）.
2. ↑  . Innocent Grey.   [2020-08-28]. （原始内容存档于2020-12-06）.
3. ↑  .   [2023-12-19]. （原始内容存档于2023-11-29）.
4. ↑  .   [2015-03-02]. （原始内容存档于2016-06-06） （日语）.
5. ↑  .   [2015-03-02]. （原始内容存档于2019-09-07） （日语）.

- . TECH GIAN (KADOKAWA). 2012-09-21,. 2012年11月号: 90–93 （日语）.
- . 電撃HIME (ASCII Media Works). 2012-08-30,. 2012年10月号: 144–145 （日语）.